# 共模抑制比

简化的双端输入运算放大器模型。运算放大器将和之间的差模信号进行运算处理，而对共模信号进行抑制衰减。图中和分别提供正负直流电压保证运算放大器的静态工作点。

共模抑制比（英語：common-mode rejection ratio, CMRR）是模拟电路中差分放大器（或者其他电子器件）的一个用於衡量其抑制两端输入信号共模部分的一个参数。在实际应用中，例如，当有用信号为低电压信号且叠加在一个可能较高的电压补偿，或者是相关信息表示为在两个信号的差值时，较高的共模抑制比就十分重要。
理想状态下，一个差分放大器两个输入端分别输入{\displaystyle V_{+}}和{\displaystyle V_{-}}，输出{\displaystyle V_{\mathrm {o} }=A_{\mathrm {d} }(V_{+}-V_{-})}，这里 {\displaystyle A_{\mathrm {d} }}为差模增益。然而，现实中的差分放大器用下式表示更佳：
{\displaystyle V_{\mathrm {o} }=A_{\mathrm {d} }(V_{+}-V_{-})+{\frac {1}{2}}A_{\mathrm {cm} }(V_{+}+V_{-})}
这里{\displaystyle A_{\mathrm {cm} }}是共模增益，通常情况远小于差模增益。
共模抑制比定义为差模增益与共模增益的比值：
{\displaystyle K={\frac {A_{d}}{A_{\mathrm {cm} }}}}
其中，{\displaystyle A_{d}}为差分放大器的差模增益，{\displaystyle A_{\mathrm {cm} }}为共模增益。
如果使用对数，则共模抑制比可以用分贝值来表示：
{\displaystyle \mathrm {CMRR} =10\log _{10}\left({\frac {A_{\mathrm {d} }}{A_{\mathrm {cm} }}}\right)^{2}=20\log _{10}\left({\frac {A_{\mathrm {d} }}{|A_{\mathrm {cm} }|}}\right)}
由于差模增益一般远大于共模增益，共模抑制比是一个正数。
共模抑制比是一个很重要的产品参数，它表示了通过放大器的共模信号的抑制与衰减的情况。其值通常也取决于信号本身的频率，因此严格来说必须表示为一个函数。
抑制共模信号在信号传输中降低噪声信号十分重要。例如，在噪声环境中测量热电偶的阻抗时，环境中的噪声同时输入两个端口，造成一个共模的噪声信号。测量仪器的共模抑制比决定了其对噪声或者补偿的衰减。

## 运算放大器的例子
一个运算放大器（简称运放）有两个输入端，同相输入端（{\displaystyle V_{+}}）和反相输入端（{\displaystyle V_{-}}），其开环增益为{\displaystyle G_{\mathrm {openloop} }}。理想运算放大器的输出信号可表示为：
{\displaystyle V_{\mathrm {out} }=(V_{+}-V_{-})\cdot G_{\mathrm {openloop} }}
这个方程表示了一个无穷大的共模抑制比。如果两个输入端口输入完全相同（包括幅值和相位）的信号，则输出信号为零。在实际应用中，常常不是绝对的理想运算放大器，共模抑制比越低，则共模信号在输出信号中的体现越大。例如，常见的741型运算放大器，在大多数情况下其共模抑制比约为90分贝。对于那些对运算放大器输出变化不太敏感的应用中，70分贝的共模抑制比已经足够。一些高端的电子设备可能会使用120分贝（如LM4562M）甚至更高的运算放大器。